# Radomer Cajtung
Radomer Cajtung (dosł. Gazeta Radomska) – żydowska gazeta wydawana w latach 1922–1925 w Radomiu.
Tygodnik ten był wydawany przez działacza syjonistycznego Pinkusa Fogelmana i reprezentował nurt ortodoksyjny (konserwatywno-klerykalny). Przy wydawnictwie udzielali się również m.in. Szmul Bend, Mosze Luksemburg i Izrael Laszcz.
Ze względu na liczne konflikty z radomskimi ortodoksami, a także procesy sądowe Pinkus Fogelman był zmuszony zawiesić wydawnictwo i wyjechał do Warszawy.
Do tradycji Radomer Cajtung nawiązywała Radomer-Kielcer Cajtung (1928–1929).